# Ronde van Zuid-Holland
Le Ronde van Zuid-Holland est une course cycliste néerlandaise disputée autour de La Haye, en Hollande-Méridionale. Créée en 1954, cette épreuve d'envergure nationale se déroule au mois de mars. 
En 1997 et 1998, la compétition est inscrite au calendrier de l'UCI, dans la plus petite catégorie (1.5). De 2008 à 2013, elle se déroule sous le nom de Witte Kruis Classic, avant de reprendre son appellation d’origine.
L'édition 2019 est annulée en raison du mauvais temps.

## Palmarès
| Année | Vainqueur                 | Deuxième                  | Troisième                 |
| ----- | ------------------------- | ------------------------- | ------------------------- |
| 1954  | Krijn Post                | Joop van der Putten (nl)  | Jan Hofland               |
| 1955  | Piet de Jongh (nl)        | Martin Wolfs              | Joop van der Putten (nl)  |
| 1956  | Wim Rusman                | Piet Maas                 | Leo van der Pluym (nl)    |
| 1957  | Ab Geldermans             | Ab van Egmond             | Jo de Haan                |
| 1958  | Ab van Egmond             | Leendert van der Meulen   | Jan Hermes                |
| 1959  | Jan Janssen               | Dick Enthoven             | Mik Snijder               |
| 1960  | Rinus Paul (nl)           | Cees van Amsterdam        | Wim Schuling              |
| 1961  | André van Aert (nl)       | Cees van Amsterdam        | Gerrit de Wit             |
| 1962  | Jan Janssen               | Leo van Dongen (nl)       | Gerard Wesselius          |
| 1963  | Jan Boog                  | L. te Riel                | Wim de Jager (nl)         |
| 1964  | Ad van Kemenade           | Arnold Kloosterman        | Adrie van Breugel         |
| 1965  | Harry Steevens            | Rini Wagtmans             | Eddy Beugels              |
| 1966  | André van Middelkoop      | Arnold Kloosterman        | Mat Gerrits               |
| 1967  | Harrie Jansen             | Daan Holst (nl)           | Bart Solaro               |
| 1968  | Bart Solaro               | Jan Krekels               | Gerrie Velthuizen         |
| 1969  | Piet van der Kruys        | Harrie Jansen             | Louis Westrus             |
| 1970  | Jans Vlot                 | Piet van der Kruys        | Wim Bravenboer            |
| 1971  | Cees Swinkels             | Ted Blom                  | Jans Vlot                 |
| 1972  | Tom Damen                 | Louis Westrus             | Ton van der Spiegel       |
| 1973  | Wil van Helvoirt          | Janus van Tol             | Louis Westrus             |
| 1974  | Leo Duyndam               |                           |                           |
| 1975  | Peer Maas                 | Piet van der Kruys        | Piet Hoekstra             |
| 1976  | Gerrie van Gerwen (nl)    | Michel Jacobs             | Frits Pirard              |
| 1977  | Bert Scheuneman           | Peer Maas                 | Michel Jacobs             |
| 1978  | Toine van den Bunder      | Henk Mutsaars             | Frits Pirard              |
| 1979  | Joseph Broers             | Hans Plugers              | Henk Mutsaars             |
| 1980  | Ad Wijnands               | Pim Bosch                 | Jan Jonkers               |
| 1981  | Peer Maas                 | Dries Klein               | Ron Snijders              |
| 1982  | Ron Snijders              | Han Vaanhold              | Jan Posthuma              |
| 1983  | Bert Wekema               | Teun van Vliet            | Arie Hassink              |
| 1984  | Frits Schür               | Twan Poels                | Ron Geutskens             |
| 1985  | Chris Koppert             | Michel Cornelisse         | Henk van Weers            |
| 1986  | Anjo van Loon             | John Talen                | Eric Danse                |
| 1987  | Ralph Moorman (nl)        | Arjan Jagt (nl)           | Axel Hermans              |
| 1988  | Ralph Moorman (nl)        | Peter de Vos              | Stephan Räkers            |
| 1989  | Arno Ottevanger           | Anthony Theus             | Eric Venema               |
| 1990  | Freddy Wolsink            | Gerard Kemper             | Johan Melsen              |
| 1991  | Arno Ottevanger           | Allard Engels             | John den Braber           |
| 1992  | Niels Boogaard            | John den Braber           | Paul Konings              |
| 1993  | Rik Rutgers               | John den Braber           | Erik Naberman             |
| 1994  | Steven de Jongh           | Rik Rutgers               | Henri Dorgelo             |
| 1995  | Rik Rutgers               | Bennie Gosink             | Michael van der Wolf (nl) |
| 1996  | Rik Reinerink             | Rob Harmeling             | Michael van der Wolf (nl) |
| 1997  | Michael van der Wolf (nl) | Jarno Vanfrachem          | Anthony Theus             |
| 1998  | Dennis Moons              | Michael van der Wolf (nl) | Anthony Theus             |
| 1999  | Patrick Claessens         | Sander Olijve             | Daniel van Elven          |
| 2000  | David Orvalho             | Jens Mouris               | Mathijs Loohuis           |
| 2001  | Mathijs Loohuis           | Arno Wallaard             | Kenny van Hummel          |
| 2002  | David Orvalho             | Thijs Zonneveld (nl)      | Arne Kornegoor            |
| 2003  | Tom Veelers               | Martijn Maaskant          | Mathieu Heijboer          |
| 2004  | Roel de Vries             | Tom Leezer                | Jasper Lenferink          |
| 2005  | Rick Flens                | Gideon de Jong            | Joost van Leijen          |
| 2006  | Jos Harms                 | Thomas Berkhout           | Job Vissers               |
| 2007  | Ronald Schür              | Job Vissers               | Robin Chaigneau           |
| 2008  | Sierk-Jan de Haan         | Jeroen Boelen             | Jorrit Walgien            |
| 2009  | Jos Pronk                 | Ronan van Zandbeek        | Johim Ariesen             |
| 2010  | Jos Pronk                 | Jan Bluekens              | Geert Dijkshoorn (nl)     |
| 2011  | Jeff Vermeulen            | Sebastiaan Kamphuis       | Marco Bos                 |
| 2012  | Bram Nolten               | Stefan van Winden         | Jelmer Asjes              |
| 2013  | Robbert de Greef          | Dries Hollanders          | Mats Boeve                |
| 2014  | Dries Hollanders          | Peter Koning              | Robbert de Greef          |
| 2015  | Robbert de Greef          | Bram de Kort              | Stephan Bakker            |
| 2016  | Maarten van Trijp         | Arvid de Kleijn           | Bas van der Kooij         |
| 2017  | Dion Beukeboom            | Yoeri Havik               | Gerben Thijssen           |
| 2018  | Marten Kooistra           | Ide Schelling             | Hartthijs de Vries        |
| 2019  | annulé                    | annulé                    | annulé                    |